# イムレ (ハンガリー王)
イムレ（ハンガリー語: Imre, クロアチア語: Emerik, スロバキア語: Imrich、1174年 - 1204年11月30日）は、ハンガリー王国アールパード朝のハンガリー国王、およびクロアチア国王（在位1196年 - 1204年）。1184年にイムレの父ベーラ3世はイムレに戴冠し、1195年頃にイムレはクロアチア、ダルマチアの支配者に任命された。ベーラ3世の死後にイムレはハンガリー王位を継承し、治世の最初の4年間はクロアチアとダルマチアを要求して反乱を起こした弟のアンドラーシュと争った。

## 概略
イムレはカトリック教会が異端と見なしていたボスニア教会と対立するローマ教皇庁に協力的な立場をとり、セルビアの内紛に乗じてに勢力を拡大した。しかし、第4回十字軍を支援したヴェネツィア共和国によって1202年にザダルを占領され、ハンガリー王国の南に位置するブルガリア帝国の北進を食い止めることができなかった。死の直前、イムレは4歳の息子ラースローを王位に就かせた。
イムレは「アールパード・ストライプ」を個人の紋章として使用し、セルビア王の称号を採用した最初のハンガリーの君主としても知られている。イムレが使用したアールパード・ストライプは、最終的にハンガリーの国章の一部になる。

## 生涯

### 前半生
イムレはハンガリー王ベーラ3世と彼の最初の妻であるアンティオアキア公女アニェスの間に生まれた。イタリア出身の司教ベルナルドから教育を受け、1182年5月16日に8歳になったイムレはハンガリーの王位継承権を確認するため、エステルゴム大司教ニコラスから戴冠された
。神聖ローマ皇帝フリードリヒ1世の娘との婚約が取り決められたが、1184年にフリードリヒ1世の娘は亡くなり、縁談は立ち消えになった。1195年頃、ベーラ3世はイムレをクロアチア、ダルマチアの統治者に任命した。

### 弟との争い

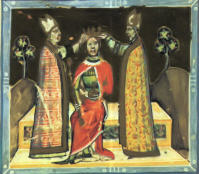
『彩飾年代記』に収録されたイムレの戴冠式

1196年4月23日にベーラ3世は没し、イムレは父の跡を継いだ。ベーラ3世は生前、十字軍として聖地に遠征することを条件に領地と金銭をイムレの弟アンドラーシュに遺していた。しかし、アンドラーシュは独立した公国の相続を要求して、1197年にイムレに対して反乱を起こす。オーストリア公レオポルト6世はアンドラーシュに与してハンガリーの内戦に介入したが、1197年末にイムレはスラヴォニアのMačkiでアンドラーシュとレオポルト6世の連合軍を破る。しかし、1198年の初頭にイムレはアンドラーシュにクロアチアとダルマチアを公国として授与することを余儀なくされる。
教皇インノケンティウス3世はアンドラーシュに十字軍への参加を促し続けていたが、なおもアンドラーシュはイムレに対する陰謀をめぐらせていた
。1199年3月10日、イムレはアンドラーシュを支持するヴァーチ司教から、自分に対する陰謀への参加を証明する文書を押収した。1199年の夏、イムレはバラトン湖の近辺でアンドラーシュの軍を破り、アンドラーシュはオーストリアに逃亡した。教皇特使グレゴリーがイムレとアンドラーシュの戦争を仲裁するためにハンガリーを訪れ、1200年夏にイムレは取り決めに従ってアンドラーシュのクロアチア、ダルマチアの領有を承認した。

### バルカン諸国との戦争

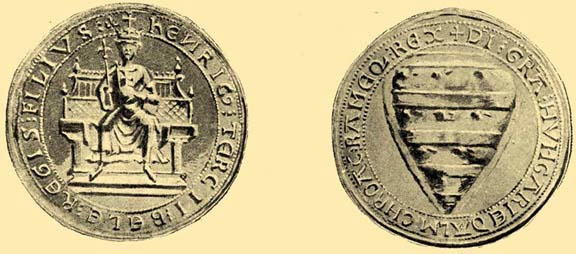
イムレの印章に使用されていた初期のアールパード・ストライプ

アージェントとギュールズを4つずつ備えた、イムレ個人の紋章として用いられていたアールパード・ストライプ

1200年頃からハンガリー王国はバルカン半島の情勢に深く関わるようになっていた。1200年10月11日にインノケンティウス3世はイムレに異端と見なしていたボスニア教会の弾圧を促しており、教皇はイムレの要請に応じてセルビア王ステファン・ネマニッチへの戴冠を拒否した。1201年/02年にイムレはセルビアに進攻し、ステファンと対立する彼の弟のヴカシンを支援した。イムレはセルビアに宗主権を行使し、1202年にハンガリーの君主として初めて「セルビア王」の称号を使用する。
1202年夏、ヴェネツィア共和国のドージェ・エンリコ・ダンドロは第4回十字軍の指導者との間に交わした条約に調印し、ヴェネツィアは十字軍からハンガリーの勢力下に置かれていたダルマチア地方の都市ザダル奪回の支援の約束を取り付ける。インノケンティウス3世が十字軍にザダルの包囲を禁じたのにもかかわらず、1202年11月24日にザダルは十字軍によって占領され、町はヴェネツィアに譲渡される。インノケンティウス3世はイムレの訴えに応じてヴェネツィアと十字軍を破門するが、ザダルはなおもヴェネツィアの支配下に置かれていた。
ハンガリーがボスニア教会への弾圧を行う中、1203年4月6日にボスニアのバン・クリンはゼニツァでボスニア教会の教会会議を開催する 。合議の結果ボスニア教会はローマ教皇の優位を認めるとともに、教会の儀式の改革を決定し、クリンはハンガリー王国の宗主権を承認した。1203年にブルガリア皇帝カロヤン・アセンがインノケンティウス3世に宛てた書簡には、イムレによってブルガリアの5つの地域が占領されたため、ブルガリアが教皇に介入を要求したことが記されている。

### 晩年
1203年の秋にアンドラーシュはイムレに対して再び反乱を起こし、10月に両者の軍隊はドラーヴァ川近くのヴァラジュディンで対峙した。イムレは武装を解いてアンドラーシュの陣営に向かい、 "Now I shall see who will dare to raise a hand to shed the blood of the royal lineage!"と呼びかけたことが、同時代のスプリトの大助祭トマスによって伝えられている。アンドラーシュの軍の中にイムレに近づこうとする者はおらず、イムレは抵抗を受けずアンドラーシュを逮捕した。数ヶ月の間アンドラーシュは監禁されていたが、1204年の初めにアンドラーシュは支持者の手引きを受けて脱走する。
ブルガリア皇帝カロヤンはハンガリーの内戦に乗じて軍を進め、ベオグラード、ブラニチェヴォなどの城砦がブルガリアによって占領される。イムレはブルガリアへの反撃の準備を進めるが、インノケンティウス3世の介入によって軍隊を解散しなければならなかった。ブルガリアと教会合同の交渉を進めていたインノケンティウス3世はカロヤンに王冠を授けるが、王冠を携えた教皇特使がハンガリーを通過しようとしたとき、イムレは特使を投獄する。
1204年8月26日に重病に罹ったイムレは4歳の息子ラースローに戴冠し、教皇特使を釈放した。
スプリトの大助祭トマスの記録によれば、「ラースローが成年に達するまでの間、彼の後見人となり、ハンガリー王国全土の統治を委任する」ことを条件にイムレはアンドラーシュと和解した。『彩飾年代記』には1204年11月30日にイムレが没したことが記されており、イムレの遺体はエゲルの大聖堂に埋葬された。

## 家族
1196年から1200年の間、イムレはアラゴン王アルフォンソ2世の娘コンスタンツィアと結婚した。1200年頃に二人の唯一の子であるラースローが生まれるが、1205年5月7日にラースローは夭折する。夫と息子を失ったコンスタンツィアは、後に神聖ローマ皇帝フリードリヒ2世と再婚した。

## 翻訳元記事参考文献

### 一次資料
- Archdeacon Thomas of Split: History of the Bishops of Salona and Split (Latin text by Olga Perić, edited, translated and annotated by Damir Karbić, Mirjana Matijević Sokol and James Ross Sweeney) (2006). CEU Press. ISBN 963-7326-59-6.
- The Hungarian Illuminated Chronicle: Chronica de Gestis Hungarorum (Edited by Dezső Dercsényi) (1970). Corvina, Taplinger Publishing. ISBN 0-8008-4015-1.

### 二次資料
- Bartl, Július; Čičaj, Viliam; Kohútova, Mária; Letz, Róbert; Segeš, Vladimír; Škvarna, Dušan (2002). Slovak History: Chronology & Lexicon. Bolchazy-Carducci Publishers, Slovenské Pedegogické Nakladatel'stvo. ISBN 0-86516-444-4
- Berend, Nora; Urbańczyk, Przemysław; Wiszewski, Przemysław (2013). Central Europe in the High Middle Ages: Bohemia, Hungary and Poland, c. 900-c. 1300. Cambridge University Press. ISBN 978-0-521-78156-5
- Curta, Florin (2006). Southeastern Europe in the Middle Ages, 500–1250. Cambridge University Press. ISBN 978-0-521-89452-4
- Engel, Pál (2001). The Realm of St Stephen: A History of Medieval Hungary, 895–1526. I.B. Tauris Publishers. ISBN 1-86064-061-3
- Érszegi, Géza; Solymosi, László (1981). “Az Árpádok királysága, 1000–1301 [The Monarchy of the Árpáds, 1000–1301]”. In Solymosi, László (ハンガリー語). Magyarország történeti kronológiája, I: a kezdetektől 1526-ig [Historical Chronology of Hungary, Volume I: From the Beginning to 1526]. Akadémiai Kiadó. pp. 79–187. ISBN 963-05-2661-1
- Fine, John V. A (1994). The Late Medieval Balkans: A Critical Survey from the Late Twelfth Century to the Ottoman Conquest. The University of Michigan Press. ISBN 0-472-08260-4
- Kristó, Gyula; Makk, Ferenc (1996) (ハンガリー語). Az Árpád-ház uralkodói [Rulers of the House of Árpád]. I.P.C. Könyvek. ISBN 963-7930-97-3
- Magaš, Branka (2007). Croatia Through History. SAQI. ISBN 978-0-86356-775-9
- Makk, Ferenc (1989). The Árpáds and the Comneni: Political Relations between Hungary and Byzantium in the 12th century (Translated by György Novák). Akadémiai Kiadó. ISBN 963-05-5268-X
- Makk, Ferenc (1994). “Imre”. In Kristó, Gyula; Engel, Pál; Makk, Ferenc (ハンガリー語). Korai magyar történeti lexikon (9–14. század) [Encyclopedia of the Early Hungarian History (9th–14th centuries)]. Akadémiai Kiadó. pp. 282–283. ISBN 963-05-6722-9
- McNeal, Edgar H.; Wolff, Robert Lee (1969). “The Fourth Crusade”. In Setton, Kenneth M.; Wolff, Robert Lee; Hazard, Harry. A History of the Crusades, Volume II: The Later Crusades, 1189–1311. The University of Wisconsin Press. pp. 153–185. ISBN 0-299-04844-6
- Runciman, Steven (1989). A History of the Crusades, Volume II: The Kingdom of Jerusalem and the Frankish East 1100–1187. Cambridge University Press. ISBN 0-521-06162-8
- Sebők, Ferenc (1994). “macski csata [Battle of Mački]; rádi csata [Battle of Rád]”. In Kristó, Gyula; Engel, Pál; Makk, Ferenc (ハンガリー語). Korai magyar történeti lexikon (9–14. század) [Encyclopedia of the Early Hungarian History (9th–14th centuries)]. Akadémiai Kiadó. pp. 421, 565. ISBN 963-05-6722-9